# Lourinhasaurus alenquerensis
Lourinhasaurus alenquerensis es la única especie conocida del género extinto Lourinhasaurus (“lagarto de Lourinha”) de dinosaurio saurópodo neosaurópodo macronario, que vivió a finales del período Jurásico, hace aproximadamente 150 y 145 millones de años entre el Kimmeridgiense y el Titoniense, en lo que es hoy Europa.

## Descripción

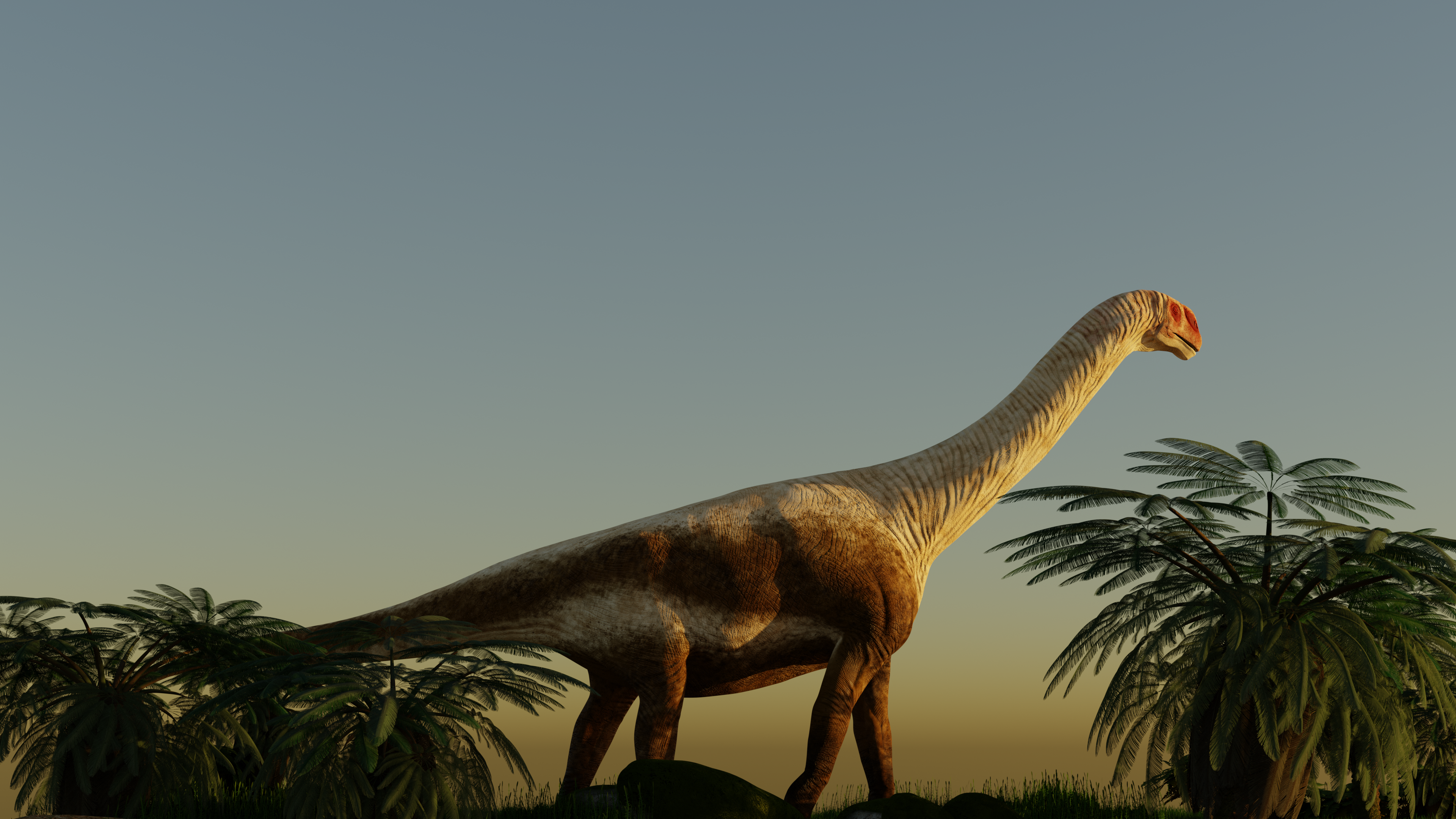
Recreación de Lourinhasaurus

Lourinhasaurus llegaba a medir cerca de 17 metros de largo, siendo un herbívoro de cuello largo de constitución pesada. Se caracterizaba por la morfología de las primeras siete vértebras dorsales con apófisis neurales relativamente altas y bifurcadas, también las dorsales posteriores poseen quillas longitudinales ventrales prominentes en su centro. Se cree que puede haberse parecido a Camarasaurus , aunque con extremidades anteriores proporcionalmente más largas.

## Descubrimiento e investigación
El primer hallazgo se realizó en 1949 por Harold Weston Robbins , un esqueleto fósil parcial encontrado cerca de Alenquer, fue en 1957 llamado Apatosaurus alenquerensis por Albert-Félix de Lapparent y Georges Zbyszewski. El nombre específico alenquerensis se refiere a la localidad de Alenquer.
La especie ha sido referida posteriormente a otros géneros. En 1970 Rodney Steel lo renombró Atlantosaurus alenquerensis, en 1978 George Olshevsky acuñó un Brontosaurus alenquerensis. John Stanton McIntosh en 1990 propuso que se tratara de una especie de Camarasaurus, Camarasaurus alenquerensis. Sin embargo, el hallazgo de otro esqueleto parcial, ML 414, que incluye un diente y cien gastrolitos, en estratos de similar edad cerca de la ciudad de Lourinhã en 1983, indujo a Pedro Dantas y colaboradores en 1998 a ver el taxón como una forma distinta de Apatosaurus y Camarasaurus. Por lo tanto, propusieron el nuevo género Lourinhasaurus. La especie tipo es Apatosaurus alenquerensis, la combinatio nova es Lourinhasaurus alenquerensis´. Esta es la única especie en el género. El nombre del género se refiere a la localidad del segundo esqueleto.  Sin embargo, ya en 1999 este segundo espécimen recibió un nombre de género propio, Dinheirosaurus.
El material originalmente consistía en una serie de sintipos del Miembro Sobral de la Formación Lourinhã que data del Kimmeridgiense. En 2003, Miguel Antunes en Octávio Mateus eligió los especímenes MIGM 4956-7, MIGM 4970, MIGM 4975, MIGM 4979-80, 4983-4 y MIGM 5780-1 como lectotipos. Consisten en huesos desarticulados de un solo individuo.

## Clasificación
Lourinhasaurus alenquerensis es miembro del Eusauropoda. Una determinación más precisa ha resultado difícil, en parte debido a la falta de un cráneo. Originalmente fue visto como un diplodócido. En los años noventa, a menudo se lo consideraba miembro de las Camarasauridae. Sin embargo, Upchurch en 2004 descubrió que era más basal, un taxón hermano del Neosauropoda.
En 2014, Pedro Mocho, Francisco Ortega y Rafael Royo-Torres revisaron y redescribieron los restos fósiles que constituyen el lectotipo de Lourinhasaurus alenquerensis, incluidos elementos nunca antes descritos. La hipótesis filogenética propuesta por Mocho et al. en 2014 sugiere que Lourinhasaurus es un miembro basal de Macronaria, una especie de Camarasauromorpha, estrechamente relacionada con Camarasaurus, un género de la Formación Morrison del Jurásico Superior norteamericano. Este estudio recuperó, por primera vez en un análisis cladístico a Camarasauridae como un clado monofilético, donde están incluidos Camarasaurus , Lourinhasaurus y Tehuelchesaurus.